# Festival Canet Rock
O festival Canet Rock foi um grande show ao ar livre que foi realizado pela primeira vez em julho de 1975 e que foi seguido por mais quatro sessões, sempre em Canet de Mar, província de Barcelona, Espanha. Foi precedido pelas Seis Horas da Canção (em catalão: Sis Hores de Cançó), também organizado em Canet de Mar, e foi inspirado por festivais internacionais anteriores, como o Woodstock de 1969 em Nova Iorque e o da Ilha de Wight, entre 1968 e 1970 sul da Inglaterra. Em 2014, um festival com o mesmo nome foi promovido em Canet de Mar, com grupos de música pop do momento.

## Edição de 1975
A primeira edição ainda era feita sob a ditadura de Franco e a organização não recebeu permissão até dois dias antes do início. Foi comemorado nos dias 26 e 27 de julho no chamado Plano d'en Sala de Canet de Mar e prometeu "doze horas de música e loucura". A Sala Zeleste lidou com a programação musical, enquanto a empresa Pebrots vinculada à La Trinca forneceu a infra-estrutura. Os cantores e grupos convidados (Maria del Mar Bonet, Pau Orilla, Sisa, Companhia Eléctrica Dharma, Orquestra de Plateria, etc.) tiveram em comum a transgressão ou, como começou a ser chamada, a contracultura, manifestada basicamente no conteúdo da letra de as canções, o uso do estilo rock e outros estilos não do gosto do governo nem da Igreja, e do uso do catalão (nova cançó, laietano rock, etc.).
No total, participaram: Mirasol Orchestra, Companhia Elétrica Dharma e Comediantes, Pau Orilla, Jordi Sabatés, Molina (Lole e Manuel), Maria del Mar Bonet, Fusioon, Ia e Batiste, Barcelona Traction, Gualberto, Iceberg e Plateria Orchestra. A presença de Sisa foi proibida pelo governo civil, embora a música "Qualquer noite, o sol pudesse subir" fosse tocada em um palco escurecido, onde apenas o microfone estava iluminado. Foi a edição mais numerosa de todos e um dos mais populares festivais de rock ao ar livre até agora em Espanha, com a participação de entre 15.000 e 30.000 pessoas. O diretor de cinema Francesc Bellmunt dirigiu o filme "Canet Rock", que foi lançado em dezembro de 1976.

## Edição de 1976
Sob o nome de "Canet Rock", nos dias 7 e 8 de agosto, realizou-se a segunda edição do festival, após a morte de Francisco Franco. Sobre a "festa da imaginação", com um número de público muito menor que o de a edição anterior, participaram Companhia Eléctrica Dharma, Sisa, Josep Maria Paris, La Rondalla de la Costa, Barcelona Traction, Toti Soler, Jordi Sabates, Santi Arisa, Secta Sonica, Orquestra Mirasol, Orquestra Plateria, Blay Tritono, Pau Riba, Oriol Tramvia, Atila, Miki Espuma, Els Pavesos, Triana, Esqueixada Sniff, Granada e Els Pescadors. Também foi organizado por Zeleste e Pebrots, como a primeira edição. Novamente, os organizadores do festival receberam a ameaça do governo para fazê-los terminar às quatro da manhã, em vez de sete; um pedido que finalmente não entrou em vigor.

## Edição de 1977
Com o título de «Festa da lua cheia», a edição desse ano foi marcada pela intensa chuva que interrompeu constantemente o festival. Apesar disso, participaram metade dos participantes dos anos anteriores. Nos dias 30 e 31 de julho, a Casavella realizou, Plateria Orchestra, Pau Orilla com Los Peruchos, Jordi Batiste, Oriol Tranvía, Companhia Elétrica Dharma, Mirasol Colores, Urban Music e o grupo Sardineta. A RCA publicou um duplo álbum intitulado Canet Rock 77. A terceira edição do festival também foi organizada por Zeleste e Pimientos, apesar dos desentendimentos iniciais entre as duas entidades.

## Edição de 1978
A última das edições de Canet Rock durante a década de 1970 foi realizada na noite entre 2 e 3 de setembro. Os novos organizadores, Matriu Matràs e Sono-Servei, optaram pelo punk e pela nova onda e foi a edição com maior presença de grupos internacionais. Eles agiram Blondie, Nico, Ultravox, Bijou, Daevid Allen, Los SIREX, queimando Galiléia, Akra, Tequila, Els Masturbadors Mongòlics, Urban Music, Big Band União Musical da Catalunha, Atila, Borne, Teta Atómica, La Trapera Banda del Río, Gótico e Pau Orilla.
A organização teve que pagar 500.000 pesetas (cerca de 3000 euros) de sanção ao governo civil por "ofensa contra crenças religiosas" ao mostrar, em seu cartaz feito por Pau Riba, uma Mãe de Deus de Filippo Lippi e uma gota de sêmen da letra "o" de "Canet Rock" que se conecta com uma pirâmide que envolve a Mãe de Deus, sob as palavras "contrita contradictio virgo inseminanda". Afirma-se que o governo civil recebeu pressões de alguns setores da Igreja e do exército, no entanto, o movimento católico Pax Christi lamentou a multa.

## Edição de 2014
Em 2014, o festival Canet Rock foi recuperado no mesmo Pla d'en Sala, em Canet de Mar. Em 5 de julho de 2014, a partir das sete da tarde até as sete da manhã, o festival ocorreu com o desempenho de grupos como Manel, Txarango, Love of Lesbian, Els Pets, Els Amics de les Arts, Jaume Sisa, Blaumut, Cain Riba, Delafé e flores azuis, Mishima, Gerard Quintana com Xarim Areste, Gossos, Joan Dausa i els tipus d ' Interès, The Pinker Tones, The Companyia Elèctrica Dharma, Pep Sala, Crator e Manu Guix. Além disso, o público escolheu Brams de uma chamada em redes sociais para completar o cartaz. A direção do palco foi sob ordens de Lluís Danés, todos organizados pelo promotor da Sun Music dirigido pela Gemma Recoder.
No mesmo ano, realizou-se uma exposição antológica sobre o festival na fábrica de Antigua Estrella Damm, em Barcelona, com curadoria do Grupo Enderrock e promovida pela Sun Music.

## Edição de 2015
Em 2015, o Canet Rock se consolidou como um festival e trouxe artistas como Txarango, Catarres, La Pegatina, Lax'n'Busto, Oques Grapes, The Impossible, The Friends of the Arts, Comediants ou a Dharma Electric Company, que fez um show especial para a celebração do 40º aniversário do festival - Josep Maria Mainat "La Trinca", Pablo e The Appleheads, Lausanne, Bikimel, Cris Juanico, Projecte Mut, Joana Serrat, Sanjosex entre amigos, ADC Dj e Ernesto Codina.
A direção do palco estava sob as ordens de Miquel Setó, todos organizados pelo promotor da Sun Music dirigido por Gemma Recoder.

## Edição de 2016
Canet Rock em 2016 trouxe artistas como Manel, Els Catarres, Grande etiqueta, Itaca Band, raiz, Aspencat, Els Pets, Blaumut, Sidonie, La Pols i L'Era, Sangtraït por Quim Mandado e LGP, Miquel del Roig, Animal Tardor, Rúpits e DJ's ADC e Ernest Codina. Esta foi a primeira edição que o promotor não convidou a Dharma Electric Company a entrar no palco. Aqui acabou o mito de que Dharma tinha estado em todo o Canet Rock.

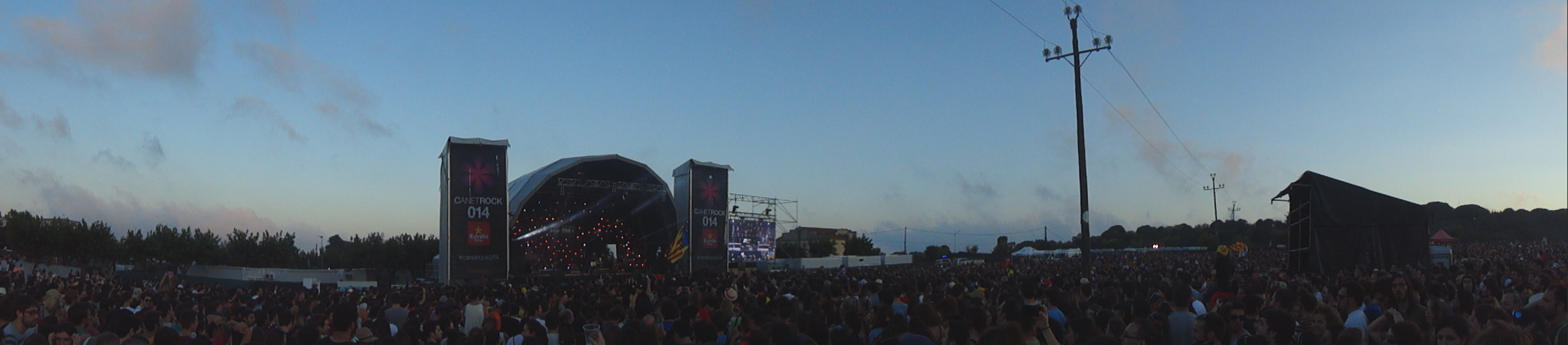
Panorama do festival Canet Rock, em julho de 2014.